# 40 Dywizja Pancerna (ZSRR)
40 Dywizja Pancerna (ros. 40-я танковая дивизия) – radziecka dywizja pancerna z  okresu II wojny światowej.
40 Dywizja Pancerna sformowana została w marcu 1941. W czasie napaści wojsk III Rzeszy i jej satelitów na Związek Radziecki wchodziła w skład 19 Korpusu Zmechanizowanego. Brała udział m.in. w walkach przeciw niemieckiej 99 i 298 Dywizji Piechoty. 40 Dywizja Pancerna została rosformowana 10 sierpnia 1941.

## Dowódcy 40 Dywizji Pancernej
- płk Michaił Szyrobokow[1].

## Struktura organizacyjna
- 79 pułk pancerny
- 80 pułk pancerny
- 40 pułk piechoty zmotoryzowanej
- 40 pułk haubic[1].